# Katherine Patersonová
Katherine Patersonová (rodným jménem Womeldorfová; * 31. října 1932, Chuaj-an) je americká spisovatelka literatury pro děti. Proslavila se zejména knihou Most do země Terabithia. Dvakrát získala americkou National Book Award (1977, 1979), roku 1998 mezinárodní Cenu Hanse Christiana Andersena a roku 2006 Pamětní cenu Astrid Lindgrenové za literaturu. Ve svých knihách pro děti i dospívající se nevyhýbá tématům smrti či žárlivosti.

## Život
Narodila se v Číně, v rodině presbyteriánských misionářů. Když bylo Katherine pět let, roku 1937, rodina uprchla z Číny během japonské invaze. Vrátila se do Spojených států na začátku druhé světové války. I když v Číně chodila do americké školy, prvním jazykem Katheriny byla čínština a zpočátku měla potíže se čtením a psaním v angličtině. Přesto si vybrala právě angličtinu jako vysokoškolský obor a také ji vystudovala na presbyteriánské King University v Bristolu v Tennessee. Roku 1954 zde získala bakalářský titul. Magisterské vzdělání, v oboru biblické a křesťanské výchovy, získala na Presbyterian School of Christian Education v Richmondu ve Virginii. Patersonová doufala, že se stane misionářkou v Číně, ale hranice komunistické země byly pro západní občany uzavřeny. Japonský přítel ji přiměl, aby místo toho odešla do Japonska. Zde skutečně pracovala jako misionářka a asistentka křesťanského vzdělávání, žila v Japonsku v letech 1957 až 1962. Během pobytu v Japonsku studovala japonskou i čínskou kulturu, což ovlivnilo většinu jejích pozdějších textů. Psát romány pro děti začala již v 60. letech, ale dlouho nemohla najít nakladatele. Její první román pro děti, The Sign of the Chrysanthemum, vyšel až roku 1973. Most do země Terabithia, její nejčtenější dílo, vyšlo v roce 1977. Je to její jediná kniha, která zatím vyšla česky, Albatros ji prvně vydal roku 1999 v překladu Evy Masnerové.